# Biel (turniej szachowy)
Festiwal szachowy w Biel/Bienne – najstarszy i najsilniej obsadzony cykliczny turniej szachowy organizowany w Szwajcarii. Pierwsza edycja odbyła się w roku 1968 w formule otwartej. Od roku 1977 rozgrywany jest główny turniej kołowy w obsadzie arcymistrzowskiej. W dotychczasowej historii festiwalu w turnieju głównym triumfowali mistrzowie świata Anatolij Karpow, Viswanathan Anand i Magnus Carlsen oraz wicemistrzowie: Wiktor Korcznoj, Wasyl Iwanczuk, Jan Timman i Aleksiej Szyrow. W turniejach otwartych wielokrotnie startowali polscy zawodnicy, z których największy sukces odniósł w 2006 r. Bartosz Soćko, zajmując I miejsce.
Od 2011 r. zwycięzcę turnieju głównego zaczęto wyłaniać na podstawie punktacji preferującej jak najwięcej wygranych partii (3 pkt za zwycięstwo, 1 pkt za remis i 0 pkt za porażkę).
W Biel zorganizowano również trzy turnieje międzystrefowe (eliminacje mistrzostw świata): w roku 1976 zwyciężył Bent Larsen, w 1985 – Rafajel Wahanian, a w 1993 – Boris Gelfand. W latach tych nie rozegrano turniejów arcymistrzowskich, ich rolę pełniły niejako turnieje międzystrefowe.

## Zwycięzcy dotychczasowych turniejów
| Lp. | Rok  | Turniej arcymistrzowski                                                 | Główny turniej otwarty                                                                                                 |
| --- | ---- | ----------------------------------------------------------------------- | --- |
| 1   | 1968 |                                                                         | Edwin Bhend |
| 2   | 1969 |                                                                         | Jan Timman |
| 3   | 1970 |                                                                         | Predrag Ostojić |
| 4   | 1971 |                                                                         | Stanimir Nikolić |
| 5   | 1972 |                                                                         | Milan Vukić |
| 6   | 1973 |                                                                         | Milan Vukić, János Flesch                                                                                              |
| 7   | 1974 |                                                                         | Bela Soos |
| 8   | 1975 |                                                                         | Mišo Cebalo, John Pigott, David Parr                                                                                   |
| 9   | 1976 |                                                                         | Dragutin Šahović, Radovan Govedarica                                                                                   |
| 10  | 1977 | Anthony Miles                                                           | Miguel Quinteros |
| 11  | 1978 |                                                                         | Charles Partos |
| 12  | 1979 | Wiktor Korcznoj                                                         | Jehuda Gruenfeld, Jean Hebert                                                                                          |
| 13  | 1980 | Jehuda Gruenfeld                                                        | Israel Zilber, Josip Rukavina Beat Züger, Peter Scheeren                                                               |
| 14  | 1981 | Eric Lobron, Vlastimil Hort                                             | Nathan Birnboim, Laszlo Karsa Ron Henley, Eduard Meduna                                                                |
| 15  | 1982 | John Nunn, Florin Gheorghiu                                             | Ivan Nemet |
| 16  | 1983 | Anthony Miles, John Nunn                                                | Jaan Eslon |
| 17  | 1984 | Vlastimil Hort, Robert Hübner                                           | Carlos Garcia Palermo                                                                                                  |
| 18  | 1985 |                                                                         | Ian Rogers, Alon Greenfeld                                                                                             |
| 19  | 1986 | Lew Poługajewski, Eric Lobron                                           | Daniel Cámpora |
| 20  | 1987 | Boris Gulko                                                             | Lew Gutman |
| 21  | 1988 | Ivan Sokolov, Boris Gulko                                               | Giennadij Kuźmin |
| 22  | 1989 | Wasyl Iwanczuk                                                          | Matthias Wahls |
| 23  | 1990 | Anatolij Karpow                                                         | Wiktor Gawrikow |
| 24  | 1991 | Aleksiej Szyrow                                                         | Zurab Sturua |
| 25  | 1992 | Anatolij Karpow                                                         | Aleksandr Szabałow |
| 26  | 1993 |                                                                         | Wadim Miłow |
| 27  | 1994 | Wiktor Gawrikow                                                         | Utut Adianto |
| 28  | 1995 | Aleksiej Driejew                                                        | Igor Glek |
| 29  | 1996 | Anatolij Karpow                                                         | Zurab Sturua |
| 30  | 1997 | Viswanathan Anand                                                       | Ildar Ibragimow |
| 31  | 1998 | Mladen Palac                                                            | Milos Pavlović |
| 32  | 1999 | Jeroen Piket                                                            | Wadim Miłow |
| 33  | 2000 | Piotr Swidler                                                           | Borys Awruch |
| 34  | 2001 | Wiktor Korcznoj                                                         | Borys Awruch |
| 35  | 2002 | Ilja Smirin                                                             | Milos Pavlović, Dan Zoler, Borys Awruch Christian Bauer, Julen Luís Arizmendi Martínez                                 |
| 36  | 2003 | Aleksandr Moroziewicz                                                   | Michaił Ułybin |
| 37  | 2004 | Aleksandr Moroziewicz                                                   | Christian Bauer |
| 38  | 2005 | Boris Gelfand, Andrij Wołokitin                                         | Michaił Kobalija |
| 39  | 2006 | Aleksandr Moroziewicz                                                   | Bartosz Soćko, Borys Awruch Laurent Fressinet, Leonid Kritz                                                            |
| 40  | 2007 | Magnus Carlsen, Aleksander Oniszczuk                                    | Michaił Ułybin |
| 41  | 2008 | Jewgienij Aleksiejew, Leinier Domínguez Pérez                           | Władimir Biełow |
| 42  | 2009 | Maxime Vachier-Lagrave                                                  | Boris Graczow |
| 43  | 2010 | Fabiano Caruana, Nguyễn Ngọc Trường Sơn Maxime Vachier-Lagrave          | Aleksander Riazancew, Nadieżda Kosincewa Leonid Kritz, Sébastien Feller, Christian Bauer Witalij Hołod, Sébastien Mazé |
| 44  | 2011 | Magnus Carlsen                                                          | Ni Hua |
| 45  | 2012 | Wang Hao                                                                | Igor Kurnosow, Siergiej Mowsesjan, Romain Édouard                                                                      |
| 46  | 2013 | Étienne Bacrot, Maxime Vachier-Lagrave Ding Liren, Ołeksandr Moisejenko | Pentala Harikrishna |
| 47  | 2014 | Maxime Vachier-Lagrave                                                  | Baskaran Adhiban |